# Radikal 190
Radikal 190 mit der Bedeutung „langes Haar“ ist einer von acht traditionellen Radikalen der chinesischen Schrift, die aus zehn Strichen bestehen.
Mit 34 Zeichenverbindungen in Mathews’ Chinese-English Dictionary kommt es relativ selten im Lexikon vor.
Dieses Radikal kommt nicht als Einzelzeichen vor. Die Siegelschriftform zeigt links das Zeichen 长 (= lang), rechts die drei Striche, und hat die Bedeutung „langes Haar“.
Die mit 髟 in Verbindung stehenden Zeichen stehen im Zusammenhang mit Haar wie zum Beispiel:
鬃 (= Nackenhaare),
鬓 (= Schläfenhaar) und
胡须 (= Bart).

## Schriftzeichenverbindungen, die vom Radikal 190 regiert werden
| Striche | Zeichen                       |
| ------- | ----------------------------- |
| +0      | 髟                            |
| +02     | 髠                            |
| +03     | 髡 髢                         |
| +04     | 髣 髤 髥 髦 髧 髨 髩 髪       |
| +05     | 髫 髬 髭 髮 髯 髰 髱 髲 髳 髴 |
| +06     | 髵 髶 髷 髸 髹 髺 髻 鬇       |
| +07     | 髼 髽 髾 髿 鬀 鬁 鬂          |
| +08     | 鬃 鬄 鬅 鬆 鬈                |
| +09     | 鬉 鬊 鬋 鬌 鬍 鬎 鬏          |
| +10     | 鬐 鬑 鬒 鬓                   |
| +11     | 鬔 鬕 鬖 鬗 鬘 鬝             |
| +12     | 鬙 鬚 鬛 鬜                   |
| +13     | 鬞 鬟 鬠                      |
| +14     | 鬡 鬢                         |
| +15     | 鬣                            |
| +17     | 鬤                            |

 Im Unicodeblock Kangxi-Radikale ist das Radikal 190 unter der Codepointnummer 12.221 (U+2FBD) codiert.